# Thesidium microcarpum
Thesidium microcarpum là một loài thực vật có hoa trong họ Santalaceae. Loài này được DC. miêu tả khoa học đầu tiên.